# Brisbane Bullets
Pour les articles homonymes, voir Brisbane (homonymie).
Les Brisbane Bullets sont un club australien de basket-ball basé à Brisbane. Le club appartient à la National Basketball League, le plus haut niveau en Australie.

## Historique

Logo de 1992 à 2008

Le 30 juin 2008, la licence Bullets est rendue à la NBL, à la suite de difficultés financières pour le propriétaire Eddy Groves et de l'échec des tentatives de trouver un nouveau propriétaire.
Pour la saison 2014-15, la NBL espère le retour d'une franchise domiciliée à Brisbane, évoquant la possibilité d'une résurrection des Bullets. L'espoir s'est finalement concrétisé le 17 septembre 2015, les Bullets étant relancés pour un retour dans la NBL en 2016-17.

## Palmarès
- National Basketball League : 1985, 1987, 2007

## Entraîneurs successifs
- Bob Young (1979)
- Dave Claxton (1980-1981)
- Rick Harden (1982-1983)
- Brian Kerle (1984-1992)
- Bruce Palmer (1993-1995)
- Dave Ingham (1996-1997)
- Brian Kerle (1998-2000)
- Richard Orlick (2001-2002)
- Joey Wright (2002-2008)

## Maillots retirés
- No 30 Leroy Loggins
- No 22 Ron Radliff
- No 7 Larry Sengstock

## Joueurs célèbres ou marquants
- Dillon Boucher
- CJ Bruton
- Sam Mackinnon